# 云南狗尾草
云南狗尾草（学名：Setaria yunnanensis）为禾本科狗尾草属下的一个种。其种加词 yunnanensis 意为“云南的”。